# Coșani
Coșani – wieś w Rumunii, w okręgu Vâlcea, w gminie Frâncești. W 2011 roku liczyła 1281 mieszkańców.